# Чистий дубняк (пам'ятка природи)
Чи́стий дубня́к — ботанічна пам'ятка природи місцевого значення в Україні. Розташована в межах Ківерцівської міської громади Луцького району Волинської області, на північний захід від с. Бодячів. 
Площа 17 га. Статус надано згідно з рішенням Волинського облвиконкому № 226 від 31 жовтня 1991 року. Перебуває у віданні ДП «Ківерцівське ЛГ» (Ківерцівське л-во, кв. 7, вид. 3, 13, 14). 
Статус надано для збереження цінної ділянки лісу з насадженнями дуба звичайного віком понад 100 років. 
Другий ярус формує граб звичайний, трав'яному покриві переважають неморальні види: підмаренник запашний, перлівка поникла, вороняче око звичайне, просянка розлога та ін. Трапляються види, занесені до Червоної книги України: гніздівка звичайна, любка дволиста, астранція велика. 
На території пам'ятки добре збережена ентомофауна, багато лісових видів птахів: канюк, дятел середній, горлиця звичайна, сойка, крук, дрізд чорний та ін. Із ссавців трапляються заєць сірий, лисиця руда, кріт європейський. Ділянка включена до насіннєвого генофонду.

## Галерея

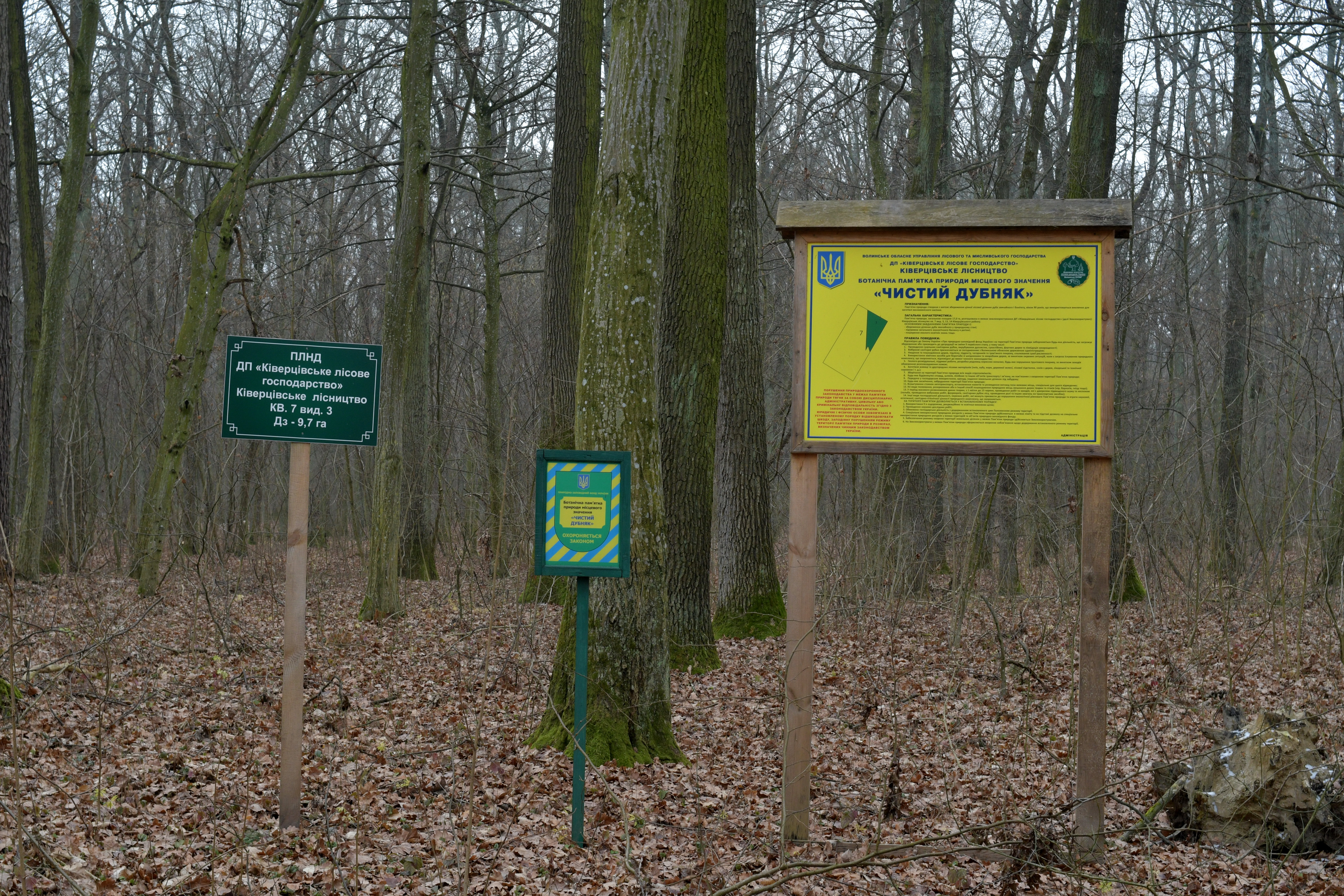
Охоронна та інформаційні дошки
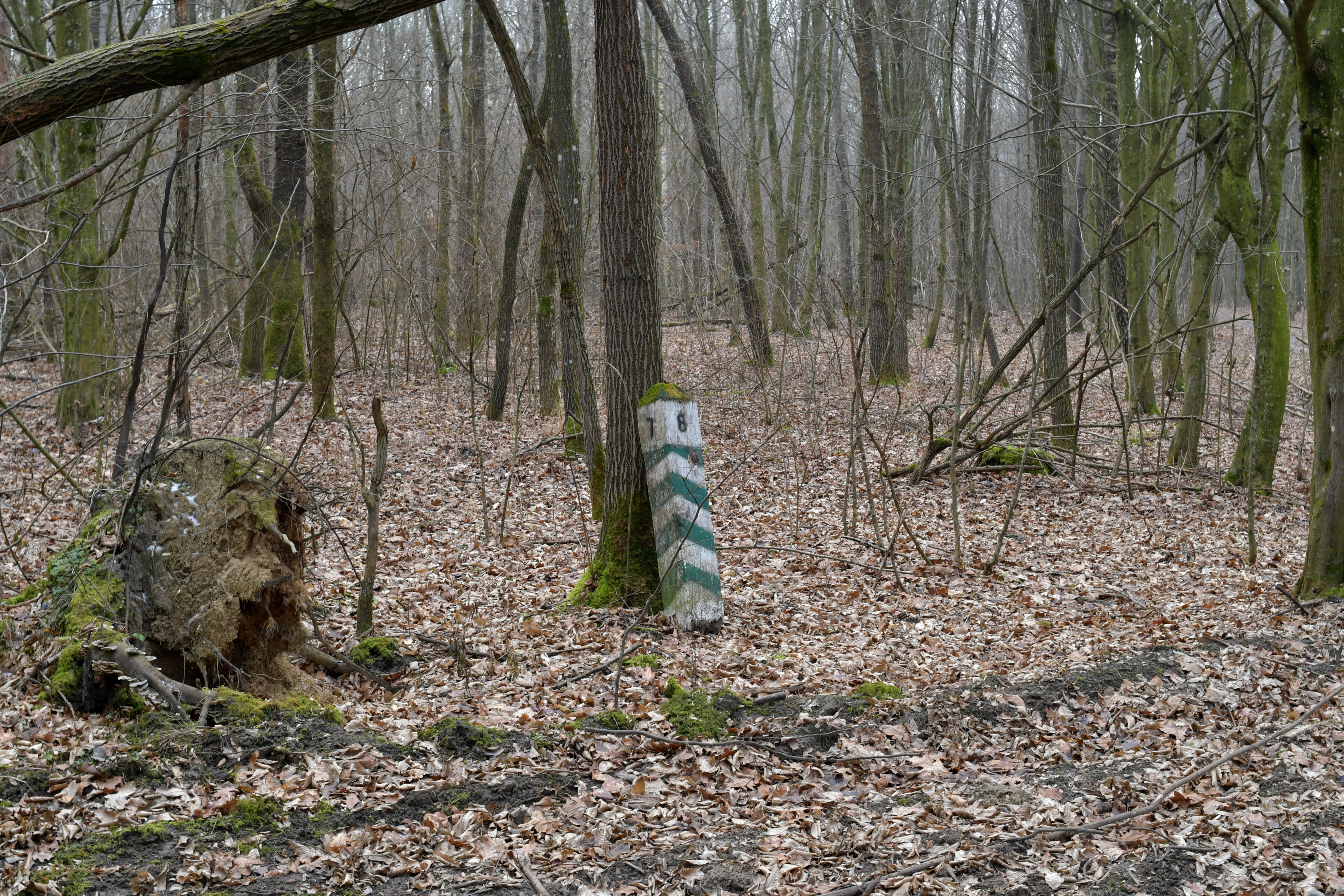
Квартальний знак №7-8
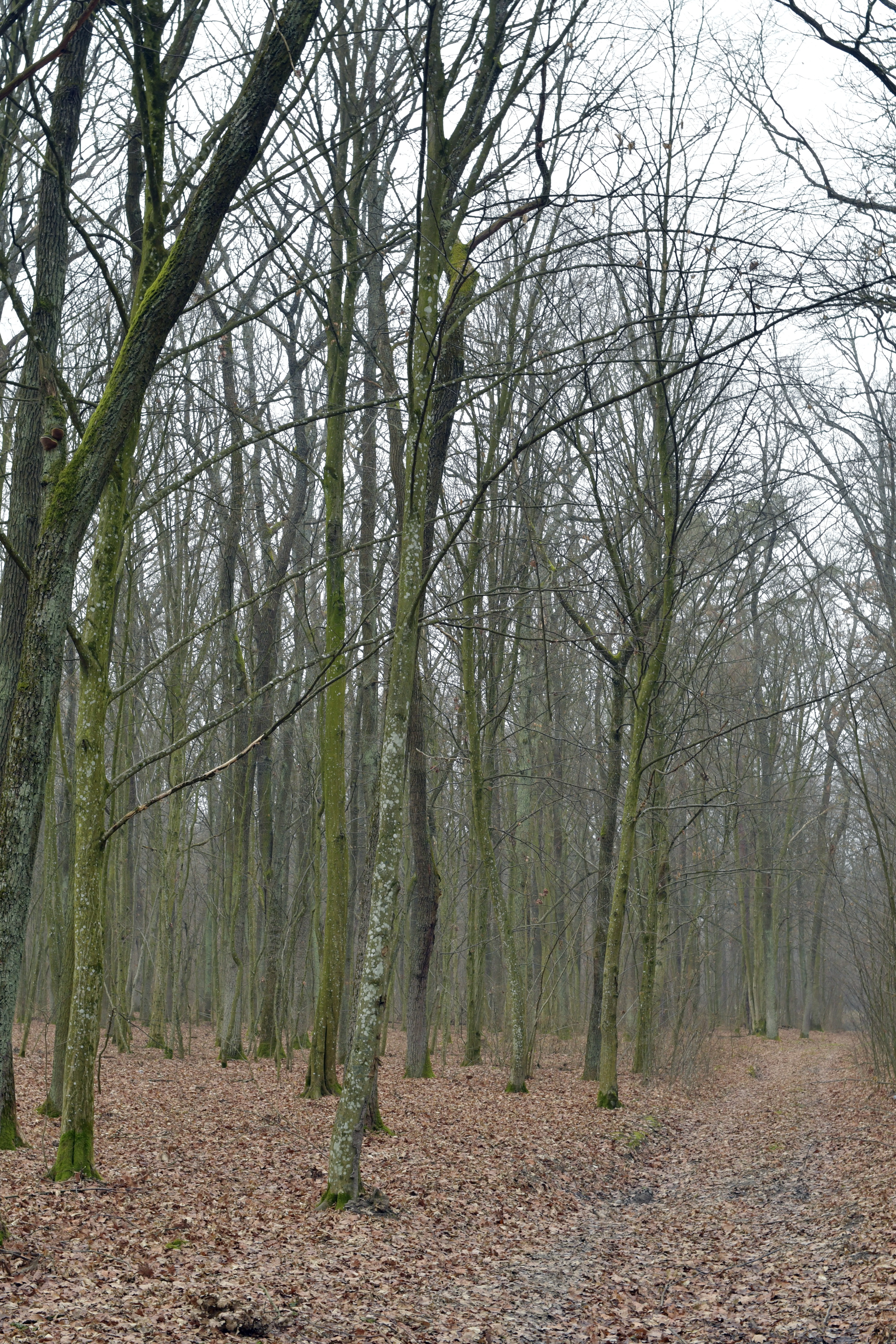
Лісова дорога
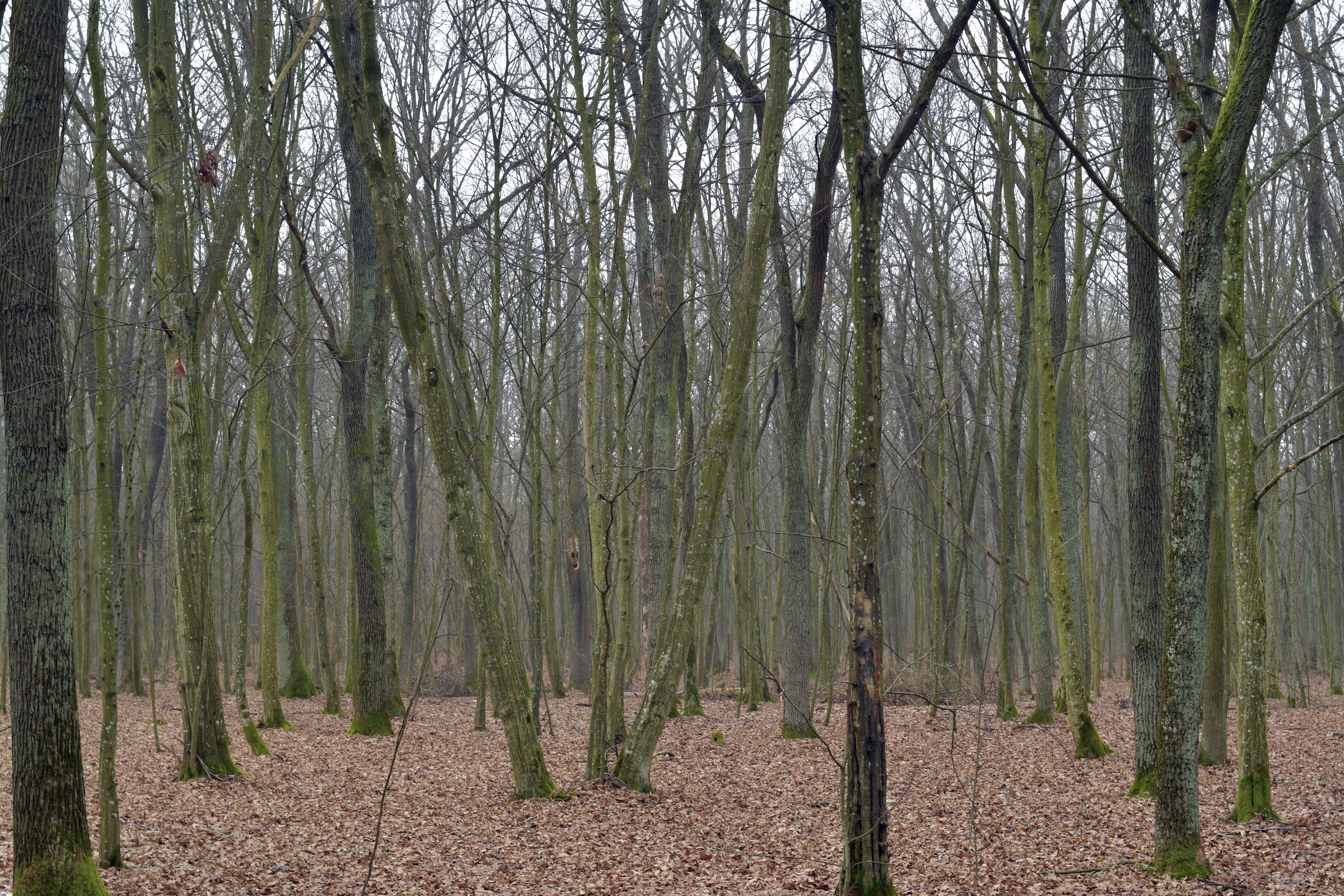
Загальний вигляд